# Abderrahmane Farès
Abderrahmane Farès (Akbou, 30 de janeiro de 1911 - Boumerdès, 13 de maio de 1991) foi Presidente da Comissão Executiva Provisória da Argélia de 3 de julho de 1962 a 20 de setembro de 1962.
Farès, que nasceu em Amalou, província de Béjaïa, foi advogado de profissão. Após a Segunda Guerra Mundial, Farès foi eleito para o conselho municipal e o conselho geral de Argel. Membro da primeira Assembleia Nacional Constituinte Francesa (em Argel), em 1946, o então presidente da Assembleia da Argélia, em 1953, tornou-se, entre julho e setembro de 1962, por ocasião da independência do seu país, presidente do executivo provisório, responsável pela gestão do território antes de se formar uma Assembleia Nacional eleita.